# Макдермот, Гэлт
Гэлт Макдермот (англ. Arthur Terence Galt MacDermot; 18 декабря 1928[…], Монреаль, Квебек — 17 декабря 2018, Статен-Айленд, Нью-Йорк) — канадско-американский композитор, пианист, бакалавр английского языка и истории Университета Бишопс (1950). Сочинял музыку для песен, фильмов и спектаклей, в частности, для мюзикла «Волосы», имевшего международный успех.

## Дискография
- Art Gallery Jazz («Джаз художественной галереи» — первая запись Гэлта, включает композицию «Африканский вальс»[7]) (1960);
- African Waltz («Африканский вальс») (1960);
- The English Experience («Английский опыт» — ранняя лондонская работа[8]) (1961);
- Galt MacDermot by Arrangement («Гэлт Макдермот по соглашению») (1963);
- Shapes of Rhythm («Фигуры ритма» — джаз переходит в фанк и ритм-н-блюз[8]) (1966);
- Hair Cuts («Композиции из мюзикла „Волосы“» — концертное выступление Гэлта Макдермота и ритм-группы мюзикла «Волосы» в Оттаве, Канада[8]) (1969);
- Woman is Sweeter («Женщина слаще» — оригинальная звуковая дорожка к фильму[8]) (1969);
- Galt MacDermot’s First Natural Hair Band («Первая настоящая группа „Волосы“ Гэлта Макдермота» — исполняет инструментальные версии песен мюзикла[8]) (1970);
- The Nucleus («Самая суть» — выверенный гитарный фанк[8]) (1971);
- Ghetto Suite («Гостиница в гетто» — городские песни в стиле «соул»[8]) (1972);
- Salome Bey Sings Songs From Dude («Саломея Бей поет песни из альбома Dude») (1972);
- The Highway Life («Жизнь на большой дороге») (1973);
- Take This Bread: A Mass in our Time («Возьми этот хлеб: Месса в наше время») (1973);
- Memphis Dude («Кент из Мемфиса») (1973);
- La Novela («Роман») (1973);
- The Karl Marx Play («Пьеса о Карле Марксе») (1973);
- The Joker Of Seville (Trinidad Theatre Workshop Original Cast Album) («Севильский джокер (Оригинальный актерский альбом Тринидадской театральной мастерской)») (1974);
- New Pulse Jazz Band («Джаз-бэнд „Новый ритм“ (англ. New Pulse)» (1979);
- O, Babylon! («О, Вавилон!» — музыкальная партитура к фильму «О, Вавилон!» о жизни в духе растафарианства, авторы: поэт и драматург, лауреат Нобелевской премии Дерек Уолкотт и Гэлт Макдермот[9]) (1980);
- Pulse On! («Давай ритм!» — Гэлт Макдермот и джаз-бэнд New Pulse[7]) (1981);
- New Pulse Jazz Band III («Джаз-бэнд „Новый ритм“ (англ. New Pulse) III» — Гэлт Макдермот и джаз-бэнд New Pulse[7]) (1983);
- Boogie Man («Человек в стиле буги-вуги» — Гэлт Макдермот и джаз-бэнд New Pulse[7]) (1985);
- Lost Conquest (Conquista Perdida) («Утраченное завоевание») (1986);
- Purdie as a Picture («Пурди как картинка» — солист-барабанщик Бернард Ли «Хорошенький» Пурди, Гэлт Макдермот и джаз-бэнд New Pulse[7]) (1993 (1994));
- Reflections of a Radically Right Wing Composer («Размышления композитора радикально правого толка» — Гэлт Макдермот и джаз-бэнд New Pulse[7]) (1992);
- The Thomas Hardy Songs («Песни Томаса Харди») (1997);
- El Niño («Ребёнок» — Гэлт Макдермот и джаз-бэнд New Pulse[7]) (1998);
- Up from the Basement, Volumes 1 & 2 («Вверх из подвала, 1-й и 2-й том») (2000);
- Corporation («Корпорация») (2000);
- Spotted Owl («Пятнистая сова» — Гэлт Макдермот и джаз-бэнд New Pulse[7]) (2000);
- Live In Nashville («Концерт в Нэшвилле») (2000);
- Foolish Lover («Глупый любовник») (2001);
- Paul Laurence Dunbar in Song («Пол Лоренс Данбар в песне») (2001);
- Waiting For The Limo («В ожидании лимузина») (2003);
- In Film («В фильмах») (2004);
- Asian Suite («Азиатский люкс») (2005);
- Many Faces of Song («Многоликость песни») (2009);
- Sun («Солнце») (2009);
- The Sun Always Shines for the Cool («Солнце всегда светит для прохлады») (2014);
- Air & Angels («Воздух и ангелы») (2017);

## Награды
По материалам сайта https://galtmacdermot.com :
- Премия Айвора Новелло — 1961: за выдающуюся работу в области джаза «Африканский вальс» (англ. African Waltz);
- 4-я ежегодная премия Грэмми — 1962: за лучшую оригинальную джазовую композицию «Африканский вальс», исполненную Джулианом Эдвином «Кэннонболлом» Эддерли;
- 11-я ежегодная премия Грэмми — 1969: «Волосы» — за лучший результат альбома с оригинальным актёрским шоу — Гэлту Макдермоту, Джерому Рэньи, Джеймсу Рэдо, продюсеру Энди Вишвеллу, певцам: Ронни Дайсону, Джерому Рэньи, Джиму Рэдо, Стиву Карри, Лэмонту Вашингтону, Дайане Китон, Мелбе Мур;
- 12-я ежегодная премия Грэмми — 1970: запись года — продюсеру Боунзу Хоуву и группе «Пятое измерение» за композицию «Водолей» / «Впусти солнечный свет» (англ. Aquarius / Let the sunshine in);
- 26-я ежегодная Премия Тони — 1972: лучший мюзикл «Два джентльмена из Вероны»;
- Премия Донателло — 1979: за лучшую заграничную музыку в фильме «Волосы»;
- Премия общества ASCAP — 1990: за композицию «Долой короля» группы Run-D.M.C., взятую из песни «Куда мне идти» (англ. Where do I go) мюзикла «Волосы». Топ премия ASCAP в жанре «Ритм-н-блюз»;
- Премия общества ASCAP — 1996: Басте Раймсу за композицию «Ух ты, я держу вас всех в узде» (англ. Woo hah, got you all in check), с использованием песни «Космос» (англ. Space) мюзикла «Волосы». Премия за золотые и платиновые продажи;
- 63-я ежегодная Премия Тони — 2009: за лучшее возрождение мюзикла «Волосы»;
- Введён в Зал славы авторов песен — 2009;
- Приз общества SOCAN — 2010: за композиторские достижения во время творческой деятельности.